# Route 515 (Nouveau-Brunswick)
Pour les articles homonymes, voir Route 515.
La route 515 est une route locale du Nouveau-Brunswick située dans le sud-est de la province, au nord de Moncton et à l'ouest de Bouctouche. Elle mesure 36 kilomètres, et est pavée sur toute sa longueur.

## Tracé
Pendant la plupart de son tracé, la 515 suit la rive nord de la rivière Buctouche.
Elle débute à Nébert, sur la route 126, 33 kilomètres au nord-ouest de Moncton. Elle commence par se diriger vers l'est pendant 3 kilomètres, en traversant Saint-Paul, puis elle possède un court Multiplex avec la route 490 à McLean Settlement. Elle traverse ensuite Saint-Cyrille, puis Sainte-Marie-de-Kent. Elle suit ensuite la rive nord de la rivière Buctouche pour le reste de son tracé, jusqu'au centre-ville de Bouctouche, sur la route 134, après avoir croisé la route 11. Elle est nommée boulevard Irving pour ses 3 derniers kilomètres. 

## Intersections principales
| route 515                          |                      |    |                                    |                                |
| Comté                              | Location             | km | Intersection/Destinations          | Notes                          |
| Comté de Kent                      | Hébert               | 0  | R-126, Rogersville, Moncton        | extrémité ouest de la 515      |
| Comté de Kent                      | McLean Settlement    | 15 | R-490 nord, Pine Ridge, Rexton     | début de multiplex avec la 490 |
| Comté de Kent                      | McLean Settlement    | 16 | R-490 sud, Gladeside, Moncton      | fin du multiplex avec la 490   |
| Comté de Kent                      | Sainte-Marie-de-Kent | 24 | R-495 nord, Rexton                 |                                |
| Comté de Kent                      | Sainte-Marie-de-Kent | 26 | R-525 sud, Saint-Antoine           |                                |
| Comté de Kent                      | Bouctouche           | 35 | R-11, Shédiac, Moncton, Miramichi  | sortie 32 de la 11             |
| Comté de Kent                      | Bouctouche           | 36 | R-134, Shédiac, Rexton, Richibucto | extrémité est de la 515        |
| Bleu: Échangeur // Vert: Multiplex |                      |    |                                    |                                |